# Destil-Jo Piels Cycling Team
El Destil-Jo Piels Cycling Team (codi UCI: DJP) és un equip ciclista neerlandès professional en ruta, de categoria Continental. Creat el 2003 amb el nom de Apac, el 2006 es canvià a Jo Piels.

## Principals resultats
- Tour Nord-Isère: Maint Berkenbosch (2005)
- Gran Premi de Beuvry-la-Forêt: Maint Berkenbosch (2005)
- Dorpenomloop Rucphen: Peter Woestenberg (2006), Arne Hassink (2008)
- Tour d'Overijssel: Marco Bos (2007), Tom Vermeer (2013), Jeff Vermeulen (2015)
- Zuid Oost Drenthe Classic: Marco Bos (2007, 2008), Jeff Vermeulen (2015)
- Baronie Breda Classic: Marco Bos (2009)
- Ster van Zwolle: Bert-Jan Lindeman (2010), Elmar Reinders (2015), Jeff Vermeulen (2016)
- Tour de Berlín: Marc Goos (2010)
- Mainfranken-Tour: Marc Goos (2010)
- Kernen Omloop Echt-Susteren: Peter Schulting (2010)
- Carpathia Couriers Path: Maurits Lammertink (2012), Stefan Poutsma (2013), Tim Ariesen (2015)
- Circuit de Valònia: Maurits Lammertink (2014)
- Olympia's Tour: Berden de Vries (2014)
- Tour de Berlín: Jochem Hoekstra (2014)
- Gran Premi dels Marbrers: Tim Ariesen (2015)
- Zuidenveld Tour: Elmar Reinders (2015)
- París-Tours sub-23: Arvid de Kleijn (2016)
- Tobago Cycling Classic: Peter Schulting (2017)

## Composició de l'equip
| \| Llista de l'equip 2016 \| Llista de l'equip 2016 \| Llista de l'equip 2016 \| Llista de l'equip 2016 \| \| Ciclista \| Data de naixement \| Equip previ \| \| \| --------------------------------------- \| ---------------------- \| --------------------------------------- \| ---------------------- \| \| Stephan Bakker \| 17 de abril de 1994 \| \| \| \| Maikel Bos \| 7 de maig de 1994 \| \| \| \| Gert-Jan Bosman \| 16 de agost de 1992 \| Parkhotel Valkenburg Continental (2014) \| \| \| Twan Brusselman \| 15 de agost de 1993 \| \| \| \| Arvid de Kleijn \| 21 de març de 1994 \| \| \| \| Adriaan Janssen \| 12 de desembre de 1995 \| \| \| \| Stefan Poutsma \| 10 de setembre de 1991 \| \| \| \| Elmar Reinders \| 14 de març de 1992 \| Metec-TKH Continental (2013) \| \| \| Tim Rodenburg \| 14 de setembre de 1994 \| \| \| \| Rens te Stroet \| 23 de setembre de 1989 \| \| \| \| Twan van den Brand \| 22 de gener de 1989 \| \| \| \| Patrick van der Duin \| 4 de octubre de 1995 \| \| \| \| Patrick van Leeuwen \| 8 de agost de 1969 \| \| \| \| Joey van Rhee \| 14 de novembre de 1992 \| Metec-TKH Continental (2013) \| \| \| Gijs Verdick (1 de gen–9 de maig, Nota) \| 23 de juny de 1994 \| \| \| \| Jeff Vermeulen \| 7 de octubre de 1988 \| Metec-TKH Continental (2013) \| \| \| Jelle Wolsink \| 11 de novembre de 1995 \| Metec-TKH-Mantel (2015) \| \| \| \| \| \| \| \| Fonts: ProCyclingStats Cycling Archives \| \| \| \|Nota: Gijs Verdick, mort durant una competició |                        |                                         |  |
| Llista de l'equip 2016 |                        |                                         |  |
| Ciclista | Data de naixement      | Equip previ                             |  |
| Stephan Bakker | 17 de abril de 1994    |                                         |  |
| Maikel Bos | 7 de maig de 1994      |                                         |  |
| Gert-Jan Bosman | 16 de agost de 1992    | Parkhotel Valkenburg Continental (2014) |  |
| Twan Brusselman | 15 de agost de 1993    |                                         |  |
| Arvid de Kleijn | 21 de març de 1994     |                                         |  |
| Adriaan Janssen | 12 de desembre de 1995 |                                         |  |
| Stefan Poutsma | 10 de setembre de 1991 |                                         |  |
| Elmar Reinders | 14 de març de 1992     | Metec-TKH Continental (2013)            |  |
| Tim Rodenburg | 14 de setembre de 1994 |                                         |  |
| Rens te Stroet | 23 de setembre de 1989 |                                         |  |
| Twan van den Brand | 22 de gener de 1989    |                                         |  |
| Patrick van der Duin | 4 de octubre de 1995   |                                         |  |
| Patrick van Leeuwen | 8 de agost de 1969     |                                         |  |
| Joey van Rhee | 14 de novembre de 1992 | Metec-TKH Continental (2013)            |  |
| Gijs Verdick (1 de gen–9 de maig, Nota) | 23 de juny de 1994     |                                         |  |
| Jeff Vermeulen | 7 de octubre de 1988   | Metec-TKH Continental (2013)            |  |
| Jelle Wolsink | 11 de novembre de 1995 | Metec-TKH-Mantel (2015)                 |  |
| |                        |                                         |  |
| Fonts: ProCyclingStats Cycling Archives |                        |                                         |  |

| \| Llista de l'equip 2017 \| Llista de l'equip 2017 \| Llista de l'equip 2017 \| Llista de l'equip 2017 \| \| Ciclista \| Data de naixement \| Equip previ \| \| \| ------------------------------------------ \| ---------------------- \| --------------------------------------- \| ---------------------- \| \| Dion Beukeboom \| 2 de febrer de 1989 \| Parkhotel Valkenburg Continental (2016) \| \| \| Gert-Jan Bosman \| 16 de agost de 1992 \| Parkhotel Valkenburg Continental (2014) \| \| \| Chiel Breukelman \| 16 de gener de 1997 \| \| \| \| Twan Brusselman \| 15 de agost de 1993 \| \| \| \| Jochem Hoekstra \| 21 de octubre de 1992 \| Parkhotel Valkenburg Continental (2016) \| \| \| Tim Kerkhof \| 13 de novembre de 1993 \| Roompot-Oranje Peloton (2016) \| \| \| Lars Olde Meierink \| 28 de febrer de 1998 \| \| \| \| Tim Rodenburg \| 14 de setembre de 1994 \| \| \| \| Peter Schulting \| 19 de agost de 1987 \| Parkhotel Valkenburg Continental (2016) \| \| \| Rens te Stroet \| 23 de setembre de 1989 \| \| \| \| Rob van Broekhoven \| 16 de octubre de 1995 \| \| \| \| Twan van den Brand \| 22 de gener de 1989 \| \| \| \| Maik van der Heijden \| 3 de abril de 1997 \| WV Uden (2015) \| \| \| Bas van der Kooij \| 16 de novembre de 1995 \| Willebrord Wil Vooruit (2016) \| \| \| Jordy van Loon \| 21 de abril de 1996 \| Metec-TKH-Mantel (2016) \| \| \| Joey van Rhee \| 14 de novembre de 1992 \| Metec-TKH Continental (2013) \| \| \| Jeff Vermeulen \| 7 de octubre de 1988 \| Metec-TKH Continental (2013) \| \| \| Thijs van Amerongen (21 de juny–31 de des) \| 18 de juliol de 1986 \| \| \| \| \| \| \| \| \| Font: ProCyclingStats \| \| \| \| |                        |                                         |  |
| Llista de l'equip 2017 |                        |                                         |  |
| Ciclista | Data de naixement      | Equip previ                             |  |
| Dion Beukeboom | 2 de febrer de 1989    | Parkhotel Valkenburg Continental (2016) |  |
| Gert-Jan Bosman | 16 de agost de 1992    | Parkhotel Valkenburg Continental (2014) |  |
| Chiel Breukelman | 16 de gener de 1997    |                                         |  |
| Twan Brusselman | 15 de agost de 1993    |                                         |  |
| Jochem Hoekstra | 21 de octubre de 1992  | Parkhotel Valkenburg Continental (2016) |  |
| Tim Kerkhof | 13 de novembre de 1993 | Roompot-Oranje Peloton (2016)           |  |
| Lars Olde Meierink | 28 de febrer de 1998   |                                         |  |
| Tim Rodenburg | 14 de setembre de 1994 |                                         |  |
| Peter Schulting | 19 de agost de 1987    | Parkhotel Valkenburg Continental (2016) |  |
| Rens te Stroet | 23 de setembre de 1989 |                                         |  |
| Rob van Broekhoven | 16 de octubre de 1995  |                                         |  |
| Twan van den Brand | 22 de gener de 1989    |                                         |  |
| Maik van der Heijden | 3 de abril de 1997     | WV Uden (2015)                          |  |
| Bas van der Kooij | 16 de novembre de 1995 | Willebrord Wil Vooruit (2016)           |  |
| Jordy van Loon | 21 de abril de 1996    | Metec-TKH-Mantel (2016)                 |  |
| Joey van Rhee | 14 de novembre de 1992 | Metec-TKH Continental (2013)            |  |
| Jeff Vermeulen | 7 de octubre de 1988   | Metec-TKH Continental (2013)            |  |
| Thijs van Amerongen (21 de juny–31 de des) | 18 de juliol de 1986   |                                         |  |
| |                        |                                         |  |
| Font: ProCyclingStats |                        |                                         |  |

## Classificacions UCI

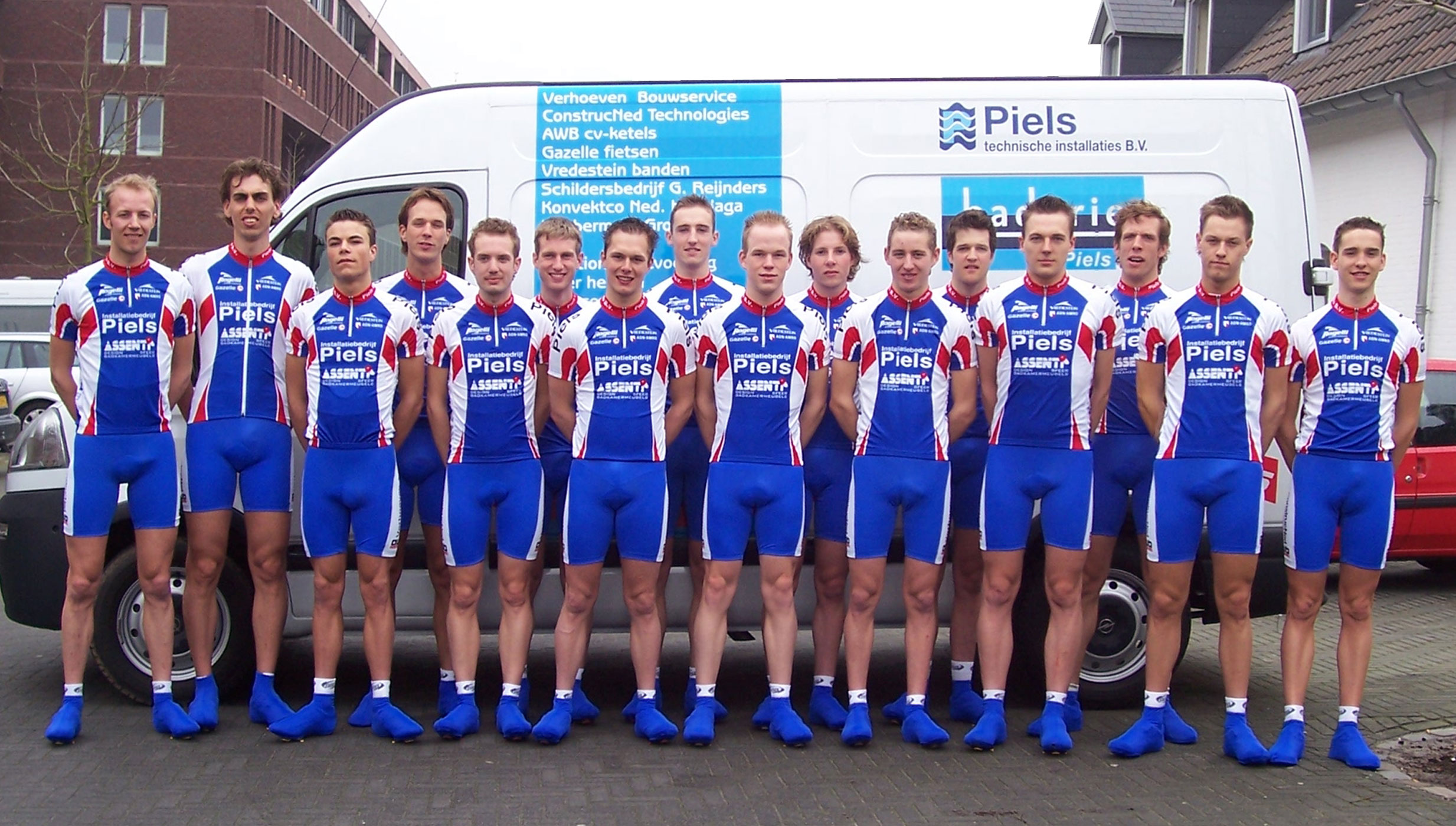
L'equip al 2007

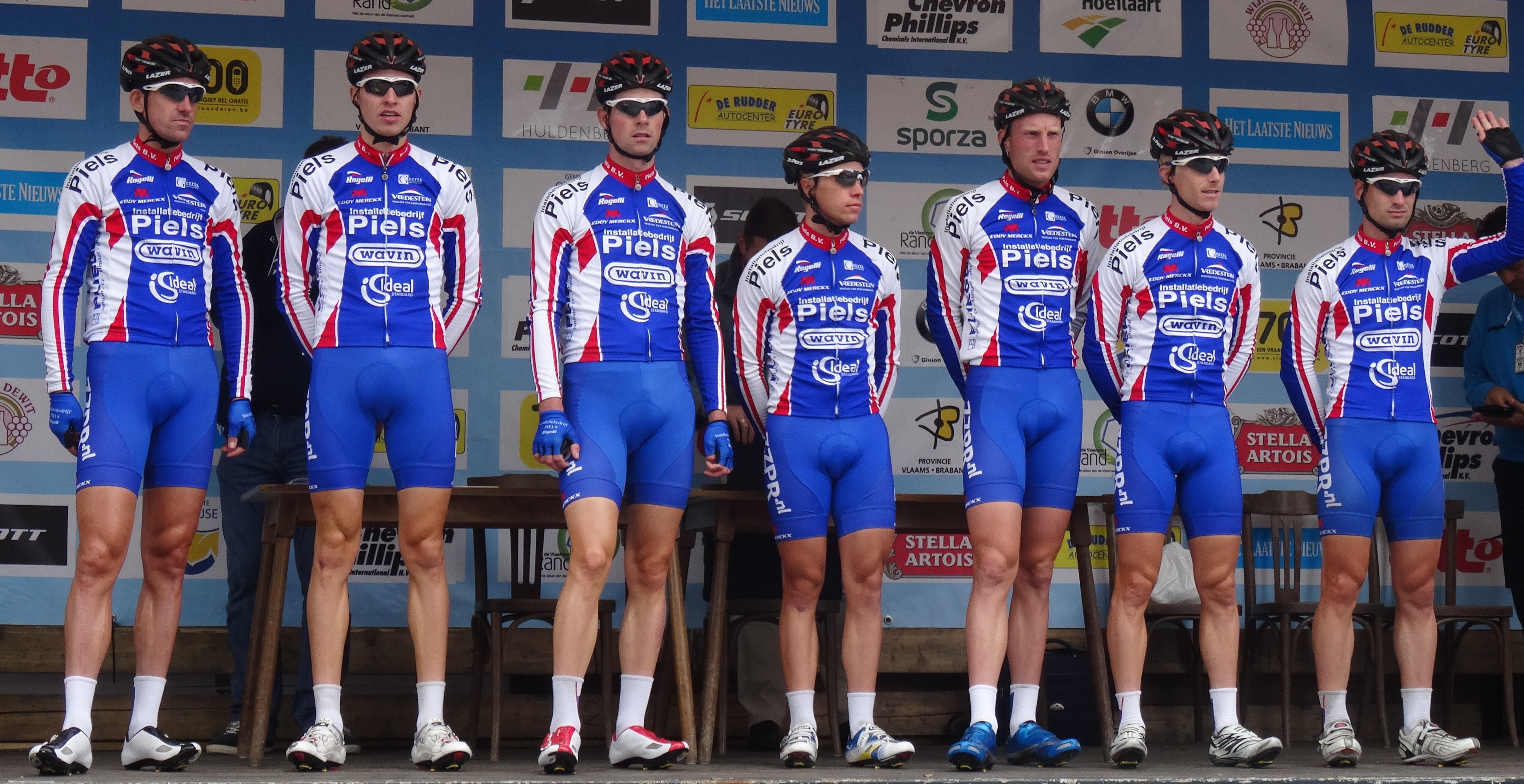
L'equip al 2014

Fins al 1998 els equips ciclistes es trobaven classificats dins l'UCI en una única categoria. El 1999 la classificació UCI per equips es dividí entre GSI, GSII i GSIII. D'acord amb aquesta classificació els Grups Esportius I són la primera categoria dels equips ciclistes professionals. La següent classificació estableix la posició de l'equip en finalitzar la temporada.
| Temporada | Classificació per equips | Millor ciclista en la classificació individual |
| --------- | ------------------------ | ---------------------------------------------- |
| 2004      | 61è (GSIII)              | Ronald Schür (965è)                            |

A partir del 2005, l'equip participa en els Circuits continentals de ciclisme.
UCI Amèrica Tour
| Temporada | Classificació per equips | Millor ciclista en la classificació individual |
| --------- | ------------------------ | ---------------------------------------------- |
| 2006      | 23è                      | Peter Woestenberg (226è)                       |
| 2009      | 32è                      | Maint Berkenbosch (178è)                       |
| 2017      | 36è                      | Peter Schulting (97è)                          |

UCI Àsia Tour
| Temporada | Classificació per equips | Millor ciclista en la classificació individual |
| --------- | ------------------------ | ---------------------------------------------- |
| 2010      | 49è                      | Bert-Jan Lindeman (201è)                       |
| 2017      | 34è                      | Peter Schulting (34è)                          |

UCI Europa Tour
| Temporada | Classificació per equips | Millor ciclista en la classificació individual |
| --------- | ------------------------ | ---------------------------------------------- |
| 2005      | 86è                      | Maint Berkenbosch (214è)                       |
| 2006      | 96è                      | Marco Bos (389è)                               |
| 2007      | 67è                      | Marco Bos (256è)                               |
| 2008      | 84è                      | Marco Bos (515è)                               |
| 2009      | 79è                      | Tom Relou (384è)                               |
| 2010      | 35è                      | Marc Goos (118è)                               |
| 2011      | 69è                      | Bert-Jan Lindeman (435è)                       |
| 2012      | 79è                      | Geert van der Weijst (500è)                    |
| 2013      | 31è                      | Tom Vermeer (147è)                             |
| 2014      | 20è                      | Maurits Lammertink (88è)                       |
| 2015      | 29è                      | Tim Ariesen (102è)                             |
| 2016      | 42è                      | Arvid de Kleijn (284è)                         |
| 2017      | 75è                      | Peter Schulting (479è)                         |